# Równoważnik trotylowy

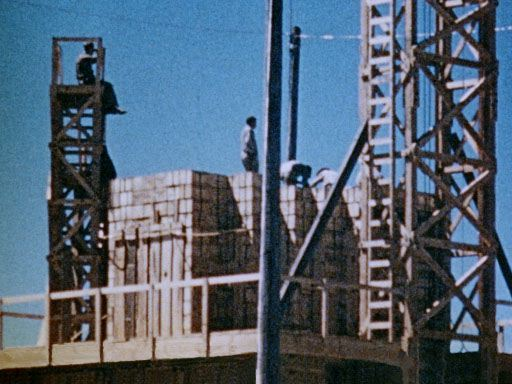
100 ton trotylu, które pozwoliły doświadczalnie określić wielkość równoważnika

Równoważnik trotylowy – masa trotylu, przy wybuchu której wydzieli się taka sama ilość energii, jak przy wybuchu danego ładunku. Jest podstawowym parametrem broni jądrowej, stosowany jednak także do określania siły innych zdarzeń, na przykład uderzeń meteorytów. Często nazywany jest mocą wybuchu.
Gram trotylu uwalnia przy wybuchu od 4100 do 4600 dżuli energii – przyjęto umownie, że jest to dokładnie 4184 J. Siła wybuchu jednej tony trotylu odpowiada więc umownie energii 4,184 gigadżula, czyli 109 kalorii (jednej gigakalorii).
Najczęściej równoważnik trotylowy wyrażany jest w kilotonach (1 kt = 10³ t = 1 Gg) lub megatonach (1 Mt = 106 t = 1 Tg). Używane są też gigatona (109 t, symbol Gt) i teratona (1012 t, symbol Tt).
Siłę ładunku oblicza się najczęściej na podstawie prędkości rozchodzenia się fali uderzeniowej.

## Przykładowe ładunki
| Moc            | Przykład      |
| -------------- | ------------- |
| 0,01 kt (10 t) | Davy Crockett |
| 15 kt          | Little Boy    |
| 20 kt          | Fat Man       |
| 1,2 Mt         | B83           |
| 9 Mt           | B53           |
| 10,4 Mt        | Ivy Mike      |
| 15 Mt          | Shrimp        |
| 58 Mt          | Car-bomba     |